# Mayo Methot
Mayo Methot, all'anagrafe Mayo June Methot (Portland, 3 marzo 1904 – Portland, 9 giugno 1951), è stata un'attrice statunitense.

## Biografia
Figlia di un militare di carriera, Mayo Methot recitò a Broadway negli anni venti e trenta, ottenendo un discreto successo. Scritturata dalla Warner Brothers, non trovò a Hollywood le stesse soddisfazioni ottenute in teatro, riuscendo a interpretare sul grande schermo solo ruoli di secondo piano.
Il cinema le fece comunque conoscere colui che diventò il suo terzo marito, Humphrey Bogart. Divorziata dopo sei anni di matrimonio da un cameraman che aveva sposato appena diciassettenne, la Methot sposò Percy Tredegar Morgan Jr. da cui divorziò dopo cinque anni di matrimonio. Sul set del film Le 5 schiave (1937), conobbe Bogart. Donna dal temperamento focoso, visse con l'attore un matrimonio turbolento fatto di separazioni e riconciliazioni. L'unione terminò sette anni più tardi, quando lui la lasciò definitivamente per sposare Lauren Bacall.
Nel 1940 si ritirò dalle scene e morì undici anni più tardi, in un ospedale di Portland, per le conseguenze della sua dipendenza dall'alcool.  È sepolta accanto ai genitori nel cimitero di Portland.

## Filmografia
- Corsair, regia di Roland West (1931)
- The Night Club Lady, regia di Irving Cummings (1932)
- Vanity Street, regia di Nick Grinde (1932)
- Virtue, regia di Edward Buzzell (1932)
- Afraid to Talk, regia di Edward L. Cahn (1932)
- The Mind Reader, regia di Roy Del Ruth (1933)
- Lilly Turner, regia di William A. Wellman (1933)
- Ritorno alla vita (Counsellor at Law), regia di William Wyler (1933)
- Goodbye Love, regia di H. Bruce Humberstone (1933)
- Jimmy il gentiluomo (Jimmy the Gent), regia di Michael Curtiz (1934)
- Registered Nurse, regia di Robert Florey (1934)
- Harold Teen, regia di Murray Roth (1934)
- Side Streets, regia di Alfred E. Green (1934)
- Mills of the Gods, regia di Roy William Neill (1934)
- The Case of the Curious Bride, regia di Michael Curtiz (1935)
- We're in the Money, regia di Ray Enright (1935) - scene cancellate
- Il dottor Socrate (Dr. Socrates), regia di William Dieterle (1935)
- È arrivata la felicità (Mr. Deeds Goes to Town), regia di Frank Capra (1936)
- The Case Against Mrs. Ames, regia di William A. Seiter (1936)
- Le 5 schiave (Marked Woman), regia di Lloyd Bacon (1937)
- Women in Prison, regia di Lambert Hillyer (1938)
- Numbered Woman, regia di Karl Brown (1938)
- Io ti aspetterò (The Sisters), regia di Anatole Litvak (1938)
- Should a Girl Marry?, regia di Lambert Hillyer (1939)
- Un bimbo in pericolo (Unexpected Father), regia di Charles Lamont (1939)
- A Woman Is the Judge, regia di Nick Grinde (1939)
- Brother Rat and a Baby, regia di Ray Enright (1940)